# Амвросий (Андонопулос)
Митрополи́т Амвро́сий (греч. Μητροπολίτης Ἀμβρόσιος, в миру Никола́ос Антоно́пулос, греч. Νικόλαος Ἀντωνόπουλος; 1934, Пирей — 11 мая 2022, Триполи) — епископ Иерусалимской православной церкви, митрополит Неапольский.

## Биография
Прибыл в Иерусалим в 1953 году. В 1957 году принял монашество и был рукоположён в сан иеродиакона. В 1959 году окончил курс Патриаршей школы в Иерусалиме.
В 1962 году был рукоположён в сан иеромонаха и назначен церемониймейстером Иерумалимской Патриархии.
В 1963 году окончил богословский институт Афинского университета и в том же году был возведён в сан архимандрита.
Служил библиотекарем, архивистом, преподавателем в Патриаршей школе, с 1971 года настоятелем памятной часовни Божией Матери в Гефсимании, а с 1979 года — патриаршим представителем в Акре.
22 марта 1981 года был рукоположён в сан архиепископа Неапольского. В 1999 году был возведен в достоинство митрополита.
Сопровождал патриарха Иерусалимского Венедикта в его поездках в Константинополь, Россию, США, Англию и Сербию; состоял членом делегации Патриархата на интронизации патриарха Болгарского Максима.
В 2001 году был избран членом Священного Синода Иерусалимской православной церкви и патриаршим представителем в Вифлееме.
Скончался 11 мая 2022 года в Триполи, Греция.